# Lucijan Škerjanc
Lucijan Marija Skerjanc (født 17. december 1900 i Graz, Østrig - død 27. februar 1973 i Ljubljana, Slovenien) var en slovensk komponist, lærer og dirigent.
Skerjanc studerede komposition og direktion på Musikkonservatoriet i Prag og på Musikkonservatoriet i Wien. Forsatte herefter sine studier i komposition på Schola Cantorum i Paris hos Vincent d´Indy, og i direktion på Musikkonservatoriet i Basel hos Felix Weingartner.
Skerjanc har skrevet 5 symfonier, orkesterværker, kammermusik, korværker, klaverstykker, og vokalværker.
Han underviste som lærer i komposition på Musikkonservatoriet i Ljubljana, og arbejdede som dirigent ved siden af.

## Udvalgte værker
- Symfoni nr. 1 (1933) - for orkester
- Symfoni nr. 2 (1938) - for orkester
- Symfoni nr. 3 (1941) - for orkester
- Symfoni nr. 4 (1943) - for strygeorkester
- Symfoni nr. 5 (1943) - for orkester
- Sinfonietta (Dixtuor) (1958) - for strygeorkester
- Klaverkoncert (1940) - for klaver og orkester
- 2 Violinkoncerter (1927, 1944) - for violin og orkester
- 5 Strygerkvartetter (1917, 1921, 1925, 1935 og 1945)
- "De profundis" (19?) - for stemme og kammerorkester
- "24 Diatoniske Preludier" (1936) - for klaver